# シュードウイルス科

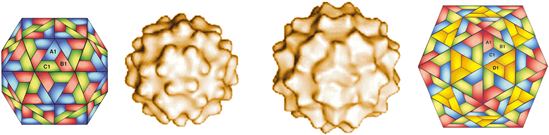
Reconstruction of Saccharomyces cerevisiae Ty1 (genus Pseudovirus) virion with its building blocks.

シュードウイルス科（Pseudoviridae）は、3つの属を含むウイルスの科である。この科のウイルスは、実際にはTy1-copia familyのLTRレトロトランスポゾンである。ウイルス様粒子（VLP）と呼ばれる構造体を介して複製する。VLPは通常のビリオンのような感染性を持たないが、シュードウイルス科のライフサイクルの重要な部分を占めている。

## 分類学
シュードウイルス科は非公式にはVI群RNA逆転写ウイルスに分類され、菌類や無脊椎動物に感染する。
シュードウイルス科は非常に多様なメンバーで構成され、ほとんどのシュードウイルス科は単一のオープンリーディングフレーム上にGagとPolをコードしている。
シュードウイルス科は、en:Belpaoviridae、メタウイルス科、レトロウイルス科、カリモウイルス科とともにOrtervirale目に含まれる。
この科には以下の属が含まれる。
- en:Hemivirus
- Pseudovirus
- en:Sirevirus

属に分類されないシュードウイルス科の種には、さらに以下のようなものがある。:
- Penicillium camemberti virus – GP1[4]
- Phaseolus vulgaris Tpv2-6 virus

## ゲノム

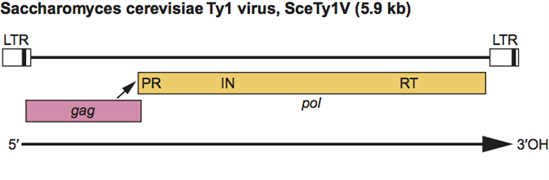
Saccharomyces cerevisiae Ty1ウイルスのゲノム地図

この科のウイルスのゲノムは、セグメント化されていない-RT、ポジティブセンスの一本鎖RNAで、4200～9700塩基である。ゲノムは構造タンパク質と非構造タンパク質をコードしており、RNA依存性DNAポリメラーゼ、レプリカーゼ、そして複製中の逆転写工程のための逆転写酵素をコードしている。

## 構造
ウイルスのカプシドは未発達で、ほぼ球形をしている。カプシドは円形で正二十面体対称性、三角形数（T）は3および4である。直径は30～50nmである。LTR-レトロトランスポゾンの特徴は乏しく、脂質は報告されていない。

## 複製
ゲノムは宿主ゲノムに組み込まれ、真核RNAポリメラーゼIIなどの宿主細胞酵素によって転写される。ゲノムの複製は宿主の細胞質か核で行われ、組み立ては細胞質か核で行われる。